# The Freewheelin' Bob Dylan
Albums de Bob Dylan
Bob Dylan
(1962) The Times They Are a-Changin'
(1964)
Singles
1. Blowin' in the Wind
Sortie : 13 août 1963

The Freewheelin' Bob Dylan est le deuxième album studio de l'auteur-compositeur-interprète américain Bob Dylan. Il est sorti le 27 mai 1963 sur le label Columbia Records.
Contrairement à son premier album, principalement composé de reprises, The Freewheelin' Bob Dylan ne contient presque que des chansons écrites et composées par Dylan. Certaines ont pour sujet l'actualité politique et sociale, avec des références au mouvement des droits civiques et à la crainte d'une guerre nucléaire, tandis que d'autres sont des chansons d'amour plus personnelles, en partie inspirées de sa relation amoureuse avec Suze Rotolo. La pochette de l'album montre Dylan et Rotolo marchant dans les rues de New York.
Porté par le succès international de la reprise de Blowin' in the Wind par le trio Peter, Paul and Mary, The Freewheelin' Bob Dylan permet à Dylan de percer. Ses chansons engagées, comme Masters of War ou A Hard Rain's a-Gonna Fall, lui confèrent une réputation de porte-parole de sa génération dont il lutte pour se défaire par la suite. L'album reste considéré comme l'un des sommets de sa discographie et il est ajouté au registre national des enregistrements de la bibliothèque du Congrès en 2002.

## Histoire

### Contexte
Le premier album de Bob Dylan, simplement intitulé Bob Dylan, sort le 19 mars 1962. Ni les critiques, ni le grand public n'y prêtent une grande attention : il ne s'écoule qu'à 5 000 exemplaires au cours de l'année qui suit, juste assez pour ne pas faire perdre d'argent à Columbia Records. Plusieurs cadres de la maison de disques estiment qu'il vaudrait mieux rompre le contrat offert à Dylan par le producteur John Hammond, mais celui-ci défend vigoureusement son poulain et compte bien voir son second album rencontrer le succès.
L'écriture de Dylan évolue dans les mois qui suivent l'enregistrement de son premier album : il écrit de nombreuses chansons sur l'actualité et la politique. D'après son biographe Clinton Heylin (en), ce changement est la conséquence de l'emménagement du chanteur avec sa petite amie Suze Rotolo dans un appartement sur la 4e Rue, à Manhattan. Rotolo est issue d'une famille aux opinions politiques bien tranchées ; ses deux parents sont membres du Parti communiste des États-Unis.
L'influence de Rotolo sur Dylan est également d'ordre plus personnel. Après six mois de vie en couple, elle se rend en Italie pour des études d'art, sur la suggestion de sa mère qui n'approuve pas leur relation. Elle manque énormément au chanteur, qui lui écrit de longues lettres et attend avec impatience de la retrouver. Cependant, elle repousse à plusieurs reprises son retour et ce n'est qu'en janvier 1963 qu'elle rentre à New York. Plusieurs critiques estiment que cette séparation est la source des sentiments intenses d'abandon et de solitude exprimés dans les chansons d'amour de The Freewheelin' Bob Dylan.

### Enregistrement

#### Les premières séances
Bob Dylan commence à travailler sur son deuxième album le 24 avril 1962. Les séances d'enregistrement prennent place au même endroit que pour le premier : le studio A de Columbia Records, au 799 de la Septième Avenue à Manhattan. Son titre de travail, qui reste d'actualité au moins jusqu'au mois de juillet, est Bob Dylan's Blues. Lors du premier jour, Dylan enregistre sept chansons : quatre compositions originales (Sally Gal, The Death of Emmett Till, Rambling, Gambling Willie et Talkin' John Birch Paranoid Blues (en)), ainsi que des reprises de (I Heard That) Lonesome Whistle de Hank Williams et des airs traditionnels Going to New Orleans et Corrina, Corrina (en).
Le lendemain, Dylan retourne au studio pour enregistrer une nouvelle chanson sur les abris antiatomiques, Let Me Die in My Footsteps (en), ainsi que d'autres compositions originales (Rocks and Gravel, Talking Hava Negiliah Blues et Talking Bear Mountain Picnic Massacre Blues (en)) et deux prises supplémentaires de Sally Gal. Des reprises de Wichita, Baby, Please Don't Go de Big Joe Williams et Milk Cow's Calf's Blues de Robert Johnson sont également enregistrées ce jour-là. En fin de compte, aucun des morceaux des 24 et 25 avril ne figure sur l'album final.

Après plusieurs semaines d'interruption, les séances reprennent le 9 juillet. Dylan enregistre ce jour-là cinq nouvelles chansons : Blowin' in the Wind, qu'il a jouée pour la première fois en public au Gerde's Folk City le 16 avril, Bob Dylan's Blues (en), Down the Highway (en), Honey, Just Allow Me One More Chance (en) et Baby, I'm in the Mood for You. À l'exception de cette dernière, elles sont toutes reprises sur l'album.

#### Dylan et Grossman
C'est alors que l'homme d'affaires Albert Grossman (en) commence à s'intéresser à Dylan. Il le persuade de changer d'éditeur pour rejoindre Witmark Music (en), une filiale de Warner Bros. Le chanteur signe chez Witmark le 13 juillet 1962. Il ignore cependant l'existence d'un accord secret entre Grossman et Witmark en vertu duquel le premier touche la moitié des revenus générés par les chansons des artistes qu'il convainc de rejoindre cet éditeur. Cette situation engendre un long conflit juridique entre Dylan et Grossman dans les années 1980.
Grossman devient l'imprésario de Dylan le 20 juillet. Il tente immédiatement d'obtenir une renégociation du contrat qui lie le chanteur à CBS, arguant du fait qu'il était mineur au moment de sa signature. Hammond prend directement contact avec Dylan pour lui faire signer une confirmation du contrat original, court-circuitant la stratégie de Grossman. Les méthodes musclées auxquelles ce dernier a recours pour défendre ses clients en font une figure à part sur la scène folk de Greenwich Village où les imprésarios sont plus souvent des amateurs moins agressifs. Andy Gill estime que Grossman a incité Dylan à se montrer moins sociable et plus hautain, voire paranoïaque.

#### Les séances d'automne
Le travail sur l'album reprend le 26 octobre. Pour la première fois de sa carrière, Dylan est accompagné de musiciens de studio : Dick Wellstood (en) au piano, Howie Collins et Bruce Langhorne à la guitare, Leonard Gaskin (en) à la contrebasse et Herbie Lovelle (en) à la batterie. Ils travaillent sur trois chansons, mais les différentes prises qu'ils font de Mixed-Up Confusion (en) et That's All Right, Mama sont jugées insatisfaisantes et laissées de côté. En revanche, ils parviennent à produire une version de Corrina, Corrina qui est retenue pour l'album final.
Lors de la séance suivante, le 1er novembre, Howie Collins est remplacé par le guitariste de jazz George Barnes (en) et le contrebassiste Art Davis rejoint le groupe d'accompagnement de Dylan. De nouvelles versions de Mixed-Up Confusion et That's All Right, Mama sont enregistrées, mais elles sont à leur tour rejetées. Une troisième chanson, Rocks and Gravel, donne davantage satisfaction et rejoint les morceaux retenus pour l'album.
La séance du 14 novembre, avec Gene Ramey à la contrebasse, est principalement consacrée à Mixed-Up Confusion, dont une version acceptable est finalement enregistrée. Cette chanson est éditée en 45 tours le 14 décembre, avec une version alternative de Corrina, Corrina enregistrée le 26 octobre, mais Columbia retire rapidement le disque du marché. Mixed-Up Confusion est un morceau aux accents rockabilly, très éloigné de la musique folk pratiquée par Dylan entre 1961 et 1964, qui témoigne de son intérêt pour Elvis Presley et les disques de Sun Records.
Une nouvelle composition est également enregistrée le 14 novembre : Don't Think Twice, It's All Right. Les notes d'accompagnement de l'album affirment que Dylan y est accompagné par les musiciens de studio, mais Clinton Heylin note qu'ils sont complètement inaudibles. Le chanteur enregistre ensuite trois chansons supplémentaires en n'étant accompagné que par la guitare de Langhorne : Ballad of Hollis Brown, Kingsport Town et Whatcha Gonna Do.
La dernière séance de l'année 1962 prend place le 6 décembre. Ce jour-là, Dylan enregistre cinq de ses compositions. L'une d'elles est A Hard Rain's a-Gonna Fall, qu'il a interprétée pour la première fois lors d'un hootenanny à Carnegie Hall le 22 septembre et qui devient par la suite l'un de ses morceaux les plus fameux. Parmi les quatre autres, Oxford Town et I Shall Be Free aboutissent sur l'album, tandis que Whatcha Gonna Do et Hero Blues ne sont pas retenues pour y figurer.

#### Voyage en Europe
Le mois de décembre voit Dylan effectuer son premier voyage hors d'Amérique du Nord. Le réalisateur britannique Philip Saville, qui l'a vu se produire à Greenwich Village, a invité le chanteur à participer à Madhouse on Castle Street (en), une pièce de théâtre filmée pour la BBC. Dylan y interprète quelques chansons, dont Blowin' in the Wind.
Arrivé à Londres le 17 décembre, Dylan découvre la scène folk locale. Il entre en contact avec Anthea Joseph, chargée de la programmation du club The Troubadour (en), et fait la connaissance des chanteurs Martin Carthy et Bob Davenport (en), qui partagent avec lui leur répertoire de chansons traditionnelles anglaises. Carthy enseigne notamment les ballades Scarborough Fair et Lady Franklin's Lament à Dylan, qui en reprend les mélodies pour concevoir les chansons Girl from the North Country et Bob Dylan's Dream (en) respectivement.
Après son séjour en Angleterre, Dylan se rend en Italie pour retrouver Albert Grossman, qui accompagne la chanteuse Odetta, une autre de ses clientes, en tournée. Dylan espère aussi retrouver Suze Rotolo, ignorant qu'elle a déjà quitté le pays pour rentrer à New York. Il continue à travailler sur ses chansons : de retour à Londres, il surprend Carthy en lui jouant Girl from the North Country.

#### Retour à New York
Dylan rentre à New York en avion le 16 janvier 1963. Il est heureux d'y retrouver Rotolo et la convainc de revenir dans l'appartement qu'ils partageaient sur la 4e Rue. Il enregistre plusieurs de ses nouvelles compositions pour le magazine Broadside (en), dont Masters of War, écrite pendant son séjour à Londres,.
Alors que Dylan a hâte de reprendre le travail sur son album, Albert Grossman cherche à évincer John Hammond de sa position de producteur. L'antipathie entre les deux hommes est telle que Columbia finit par assigner un nouveau producteur à Dylan en la personne de Tom Wilson, un jeune producteur de jazz qui a travaillé avec Sun Ra et John Coltrane. Il n'aime pas le folk, mais Dylan le séduit par la qualité de ses morceaux. Sous son égide, le chanteur enregistre cinq nouvelles chansons le 24 avril : Girl from the North Country, Masters of War, Talkin' World War III Blues (en), Bob Dylan's Dream et Walls of Red Wing (en).

### Parution et accueil

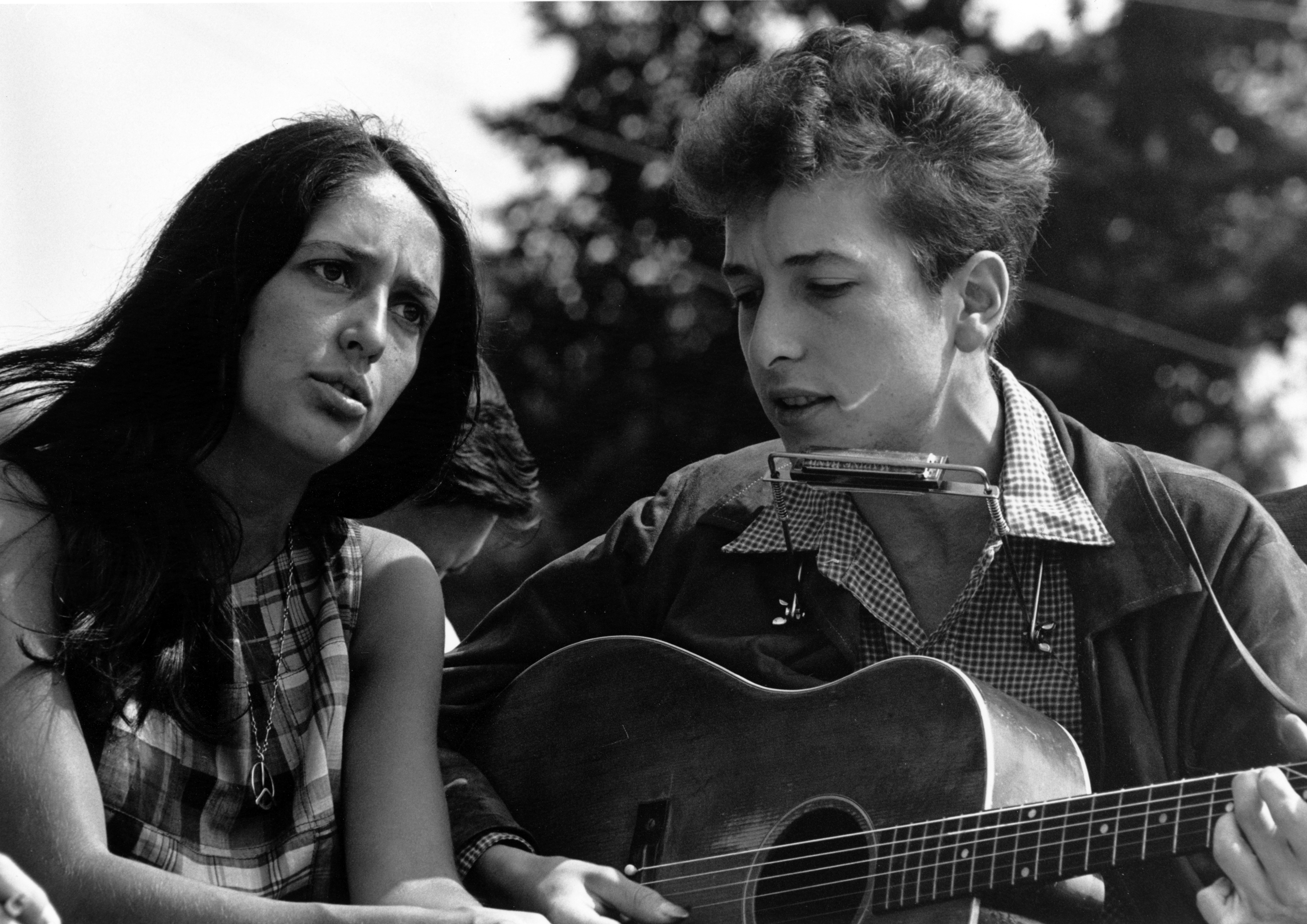
Joan Baez et Bob Dylan en août 1963.

Dylan effectue une série de concerts et d'émissions de radio afin de promouvoir son prochain album. En mai, il se produit au festival de folk de Monterey aux côtés de Joan Baez, qui interprète à ses côtés une nouvelle composition intitulée With God on Our Side. Baez, qui a fait la couverture de Time quelques mois auparavant, est alors au sommet de sa gloire et son duo avec Dylan apporte une notoriété accrue à ses chansons. Les deux artistes entament au même moment une relation amoureuse décrite par Howard Sounes (en) comme l'une des plus fameuses de la décennie.
Dylan est censé passer dans l'émission de variétés The Ed Sullivan Show, diffusée sur CBS, le 12 mai. Avant l'émission, il prévient le présentateur Ed Sullivan qu'il compte chanter Talkin' John Birch Paranoid Blues, mais un cadre de CBS craint que la John Birch Society n'en prenne ombrage et demande au chanteur d'interpréter un autre morceau. Dylan refuse cette censure et décide de ne pas participer à l'émission.
Certains biographes de Dylan affirment que cet incident a des conséquences sur The Freewheelin' Bob Dylan. En découvrant que la chanson controversée est censée paraître sur ce disque quelques semaines plus tard, les avocats de CBS s'inquiètent et réclament qu'elle n'y figure pas. C'est pour cette raison que le contenu de l'album aurait été radicalement modifié, avec l'éviction de quatre chansons (Talkin' John Birch Paranoid Blues, Let Me Die In My Footsteps, Rambling Gambling Willie et Rocks and Gravel) au profit de quatre morceaux issus de la séance du 24 avril (Girl from the North Country, Masters of War, Talkin' World War III Blues et Bob Dylan's Dream). Anthony Scudato affirme que Dylan est impuissant à empêcher ce changement qui le désole. Néanmoins, Clinton Heylin considère que ce n'est pas l'incident du Ed Sullivan Show qui a causé ce changement, car Columbia n'aurait pas le temps de faire presser à nouveau les disques et réimprimer les pochettes entre la date de l'émission et celle de la sortie de l'album. D'après lui, le retrait de Talkin' John Birch Paranoid Blues aurait été imposé à Dylan par les avocats de CBS plusieurs semaines auparavant, et la séance du 24 avril aurait eu pour objectif de produire de quoi la remplacer. Les rares copies existantes de la version originale de The Freewheelin' Bob Dylan sont très recherchées par les collectionneurs.
Columbia Records publie The Freewheelin' Bob Dylan le 27 mai 1963. Il rencontre un succès immédiat, avec 10 000 ventes chaque mois qui apportent à Dylan un revenu mensuel d'environ 2 500 $. Le journaliste Nat Hentoff, auteur des notes d'accompagnement de l'album, accorde au chanteur une place de choix dans l'article sur la musique folk qu'il publie dans le magazine Playboy au mois de juin. Le disque fait son entrée dans le classement des meilleures ventes établi par le magazine Billboard au mois de septembre. S'il ne dépasse pas la 22e place, il finit par se vendre à plus d'un million d'exemplaires, ce qui lui vaut d'être certifié disque de platine,.
À la fin du mois de juillet, Dylan se produit au deuxième festival de folk de Newport tandis que la reprise de Blowin' in the Wind par Peter, Paul and Mary atteint la 2e place du hit-parade établi par le magazine Billboard. Baez, qui participe aussi au festival, monte sur scène à deux reprises pour chanter avec Dylan, qui est devenu le centre d'attention de toute la scène folk. Tom Paxton les décrit ultérieurement comme « le roi et la reine du festival », qui constitue à ses yeux une sorte de sacre pour le couple Dylan-Baez.

### Postérité
L'image publique de Bob Dylan est transfigurée par le succès de The Freewheelin' Bob Dylan. S'il n'était qu'un chanteur de folk parmi d'autres avant sa sortie, il devient dès lors un artiste majeur, voire le porte-parole d'une génération de jeunes rebelles. C'est une étiquette dont le chanteur, qui n'est âgé que de 22 ans, a du mal à se défaire par la suite. Dans son autobiographie de 2004 Chroniques, Volume 1, il indique s'être senti à l'époque comme un morceau de viande jeté aux chiens.

## Caractéristiques artistiques

### Paroles et musique
The Freewheelin' Bob Dylan témoigne du talent d'écriture croissant de Bob Dylan. Son premier disque, paru l'année précédente, se composait de deux compositions originales et dix reprises ; les proportions sont inversées sur celui-ci, avec seulement deux reprises pour onze nouveaux morceaux. Plusieurs de ces chansons, notamment celles issues de la séance du 24 avril, ont des accents plus intimes que les titres blues et folk traditionnels de son premier album.
Plusieurs chansons enregistrées pendant les séances de The Freewheelin' Bob Dylan ont été écartées de l'album final. Parmi ces outtakes, certaines ont été publiées par la suite dans des compilations, en particulier le coffret The Bootleg Series Volumes 1-3 (Rare and Unreleased) 1961-1991, sorti en 1991, qui inclut Kingsport Town, Let Me Die in My Footsteps (en), Quit Your Lowdown Ways, Rambling, Gambling Willie, Talkin' Bear Mountain Picnic Massacre Blues (en), Talkin' Hava Negiliah Blues, Talkin' John Birch Paranoid Blues (en), Walls of Red Wing (en) et Worried Blues. La compilation The 50th Anniversary Collection, publiée en 2012 pour éviter que les enregistrements inédits de 1962 passent dans le domaine public en Europe, inclut plusieurs dizaines de prises provenant des séances, y compris des chansons retenues sur l'album The Death of Emmett Till, Going Down to New Orleans, (I Heard That) Lonesome Whistle, Milk Cow Calf's Blues, Rocks and Gravel et That's All Right.

### Pochette
La pochette de The Freewheelin' Bob Dylan est une photographie de Dylan avec Suze Rotolo prise en février 1963 par Don Hunstein. Elle montre les deux jeunes gens en train de marcher au milieu de Jones Street, dans le West Village, non loin de l'appartement qu'ils partagent sur la 4e Rue. Cette image acquiert rapidement un statut iconique, que Rotolo attribue dans son autobiographie à son caractère très spontané. La pose emblématique des deux jeunes gens est reproduite dans les films Vanilla Sky (2001) et I'm Not There (2007).

## Fiche technique

### Chansons
Toutes les chansons sont écrites et composées par Bob Dylan, sauf indication contraire.
| 1. | Blowin' in the Wind         | 9 juillet 1962  | 2:48 |
| 2. | Girl from the North Country | 24 avril 1963   | 3:22 |
| 3. | Masters of War              | 24 avril 1963   | 4:34 |
| 4. | Down the Highway (en)       | 9 juillet 1962  | 3:27 |
| 5. | Bob Dylan's Blues (en)      | 9 juillet 1962  | 2:23 |
| 6. | A Hard Rain's a-Gonna Fall  | 6 décembre 1962 | 6:55 |

| 7.  | Don't Think Twice, It's All Right         |                         | 14 novembre 1962 | 3:40 |
| 8.  | Bob Dylan's Dream (en)                    |                         | 24 avril 1963    | 5:03 |
| 9.  | Oxford Town (en)                          |                         | 6 décembre 1962  | 1:50 |
| 10. | Talkin' World War III Blues (en)          |                         | 24 avril 1963    | 6:28 |
| 11. | Corrina, Corrina (en)                     | traditionnel            | 26 octobre 1962  | 2:44 |
| 12. | Honey, Just Allow Me One More Chance (en) | Bob Dylan, Henry Thomas | 9 juillet 1962   | 2:01 |
| 13. | I Shall Be Free (en)                      |                         | 6 décembre 1962  | 4:49 |

### Musiciens
- Bob Dylan : chant, guitare acoustique, harmonica
- Howie Collins : guitare sur Corrina, Corrina
- Leonard Gaskin (en) : contrebasse sur Corrina, Corrina
- Bruce Langhorne : guitare sur Corrina, Corrina
- Herbie Lovelle (en) : batterie sur Corrina, Corrina
- Dick Wellstood (en) : piano sur Corrina, Corrina

### Équipe de production
- John H. Hammond : production
- Nat Hentoff : notes d'accompagnement
- Don Hunstein : photographie
- Tom Wilson : production

### Classements et certifications
| Classement                    | Meilleure place |
| ----------------------------- | --------------- |
| États-Unis (Billboard 200)    | 22              |
| Royaume-Uni (UK Albums Chart) | 1               |

| Pays              | Certification | Date            | Ventes certifiées |
| ----------------- | ------------- | --------------- | ----------------- |
| États-Unis (RIAA) | Platine       | 5 mai 1999      | 1 000 000         |
| Royaume-Uni (BPI) | Or            | 22 juillet 2013 | 100 000           |